# Desa Sukadana (administrativ by i Indonesien, Jawa Barat, lat -7,00, long 107,11)
Desa Sukadana är en administrativ by i Indonesien.   Den ligger i provinsen Jawa Barat, i den västra delen av landet, 90 km söder om huvudstaden Jakarta.